# Scaptomyza noei
Scaptomyza noei är en tvåvingeart som beskrevs av Brncic 1955. Scaptomyza noei ingår i släktet Scaptomyza och familjen daggflugor. Inga underarter finns listade i Catalogue of Life.